# Ricard Pérez Casado
Ricard Pérez Casado (València, 27 d'octubre de 1945) és un economista i polític valencià.

## Biografia
Nascut a la ciutat de València el 1945, va estudiar ciències polítiques a la Universitat de Madrid i ciències econòmiques a la Universitat de Barcelona. En la seua joventut col·laborà en les revistes Valencia-fruits, Gorg i Serra d'Or. El 1965 fou un dels fundadors del Partit Socialista Valencià (PSV), passant després a formar part de la Convergència Socialista del País Valencià, i en 1976 al Partit Socialista del País Valencià, que en 1978 es fusionaria amb el PSOE.
El 1979 fou nomenat alcalde de València pel PSPV-PSOE arran de la crisi que culminà amb l'expulsió del partit i de l'alcaldia de l'aleshores alcalde Ferran Martínez Castellano. En les eleccions municipals del 1983 i del 1987 fou reescollit en el càrrec fins que va dimitir el 1988. També fou president del Comitè Espanyol de la Federació Mundial de Ciutats (1979-1982) i vicepresident del Consell Europeu de Municipis i Regions (1983).
Va dedicar-se aleshores al sector privat com a vicepresident de Bancaixa i vocal de l'autoritat del port de València, fins que entre l'abril i el juliol del 1996 fou nomenat administrador de la Unió Europea per a la ciutat de Mostar (Bòsnia i Hercegovina), on preparà i supervisà les eleccions municipals. A les eleccions generals espanyoles de 2000 fou elegit diputat al Congrés per València. El 2004 fou nomenat per la Generalitat de Catalunya president de la Comissió Delegada de l'Institut Europeu de la Mediterrània. El 2006 va rebre la Creu de Sant Jordi.

## Obres
- Las desigualdades mediterráneas, reto del siglo XXI (2020).
- La Unión Europea. Historia de un éxito tras las catástrofes del siglo XX (2017).
- Ser valencians (2016).
- Viaje de ida. Memorias políticas 1977-2007 (2013).
- Conflicte, tolerància i mediació (1998).
- Sierra Callada (1988).
- El miedo a la ciudad (1987)
- El socialismo posible (1983).
- Estudis i reflexions, el "cas" valencià (1983).
- País Valencià. Geografia i història (1980).
- El País Valencià front al futur (1976).
- La crisi dels anys trenta al País Valencià (1974).
- Los cítricos en España (1974).
- El turismo en Alicante y en la Costa Blanca (1973).
- Els preus del sòl industrial al País Valencià (1972).
- Los precios del suelo en el País Valenciano (1971).
- L'economia del Baix Maestrat (1971).
- L'estructura econòmica del País Valencià (1970)